# Planocarpa
Planocarpa es un género con tres especies de plantas de flores perteneciente a la familia Ericaceae. 

## Especies seleccionadas
- Planocarpa nitida
- Planocarpa petiolaris
- Planocarpa sulcata